# Vandringsvisseland
Vandringsvisseland (Dendrocygna arcuata) är en visseland, en fågel i familjen änder inom ordningen andfåglar.

## Utbredning och systematik
Arten delas upp i tre underarter med följande utbredning:
- Dendrocygna arcuata arcuata – förekommer från Filippinerna till Indonesien
- D. a. australis – förekommer på södra Nya Guinea och i norra och östra Australien
- D. a. pygmaea – förekommer på Niu Briten i Bismarckarkipelagen

## Status och hot
Arten har ett stort utbredningsområde och en stor population, men tros minska i antal, dock inte tillräckligt kraftigt för att den ska betraktas som hotad. IUCN kategoriserar därför arten som livskraftig (LC).

## Bildgalleri

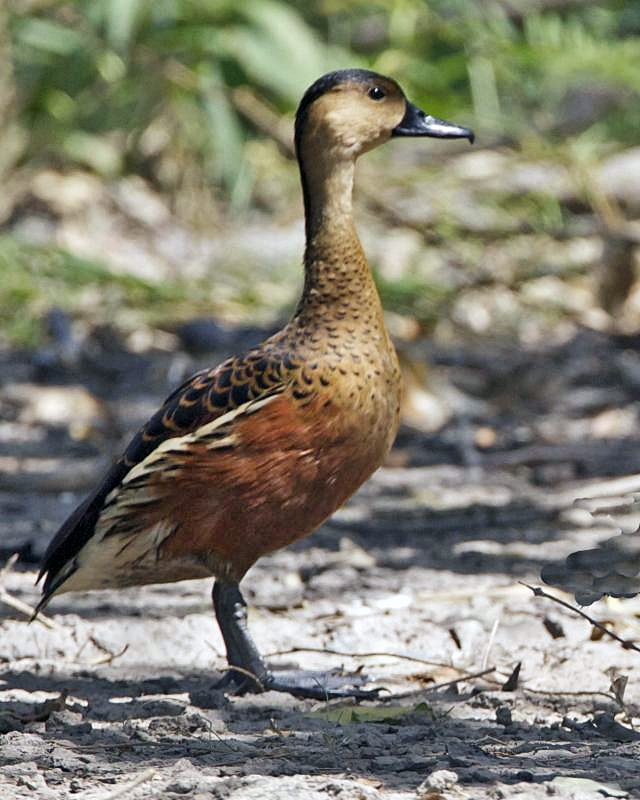
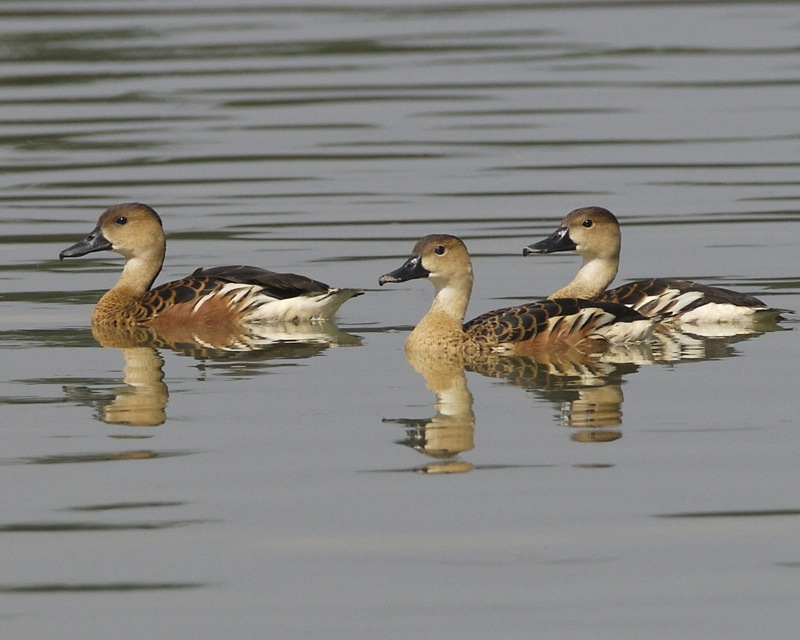
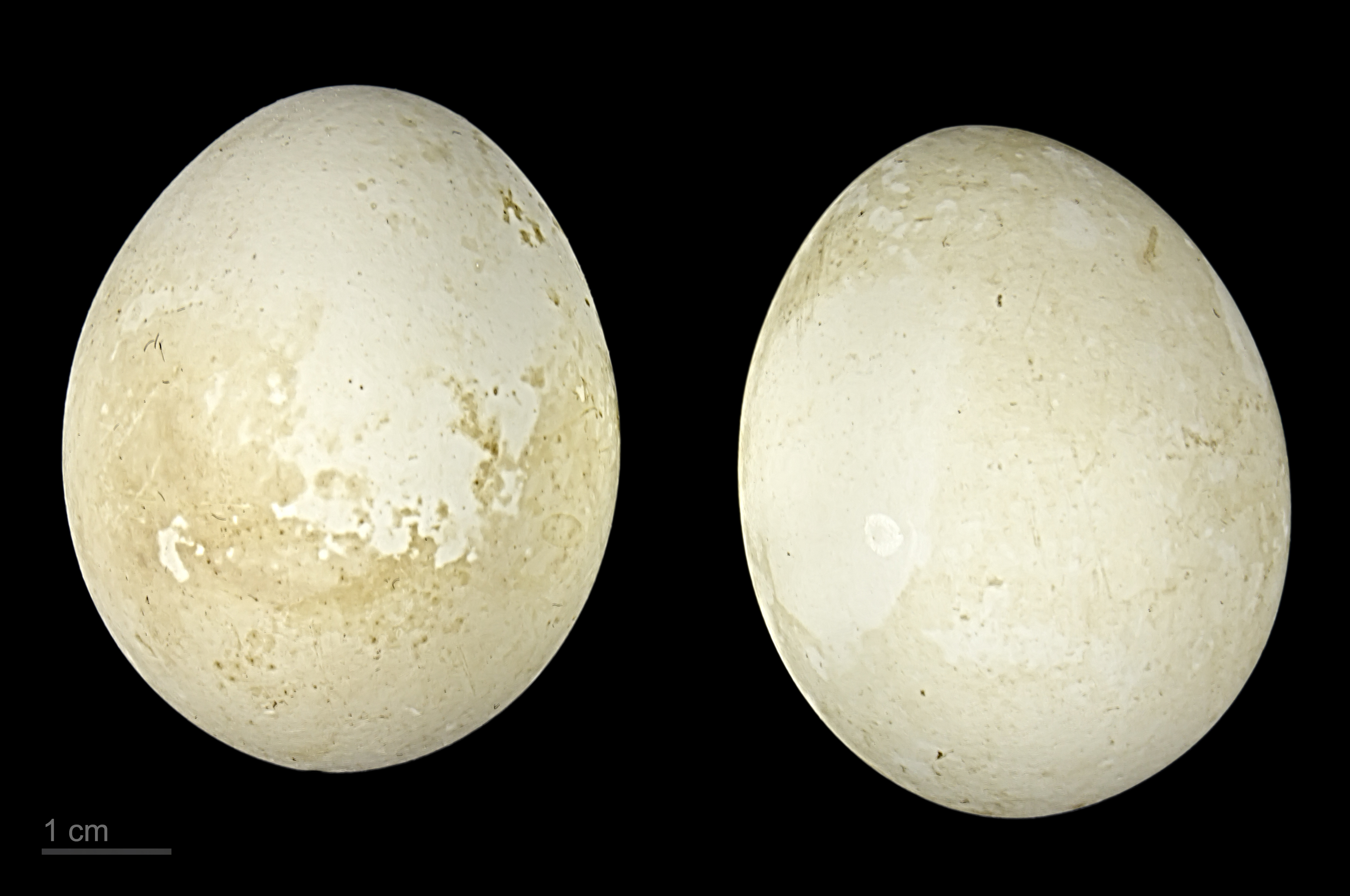
Museum specimen